# NGC 2920
NGC 2920 este o galaxie spirală situată în constelația Hidra. A fost descoperită în 1 februarie 1837 de către John Herschel.